# Tmesipteris truncata
Tmesipteris truncata – gatunek paproci z rodziny psylotowatych.
Występuje od Moluków przez wschodnią Australię po wyspy: Salomona, Nowa Kaledonia, Norfolk, Vanuatu i Samoa.
Epifit. Porasta m.in. paprocie drzewiaste.
Jest oktoploidem o liczbie chromosomów nieco ponad 200. Według danych z 2024 roku gatunek ten (opisany pod nazwą Tmesipteris oblanceolata) miał największy ze znanych genomów liczący w wersji podstawowej (1C) 160,75 Gbp.
Gatunkiem podobnym jest Tmesipteris horomaka, który ma szersze liście.